# Gunnar Helweg-Larsen
Gunnar Helweg-Larsen (16. april 1887 i Seest – 23. august 1947 i København) var en dansk journalist og chefredaktør, bror til Povl Helweg-Larsen.
Han var søn af stiftsprovst i Viborg Stift Vilhelm Helweg-Larsen og Thyra Lorentzen og blev 1911 student (privat dimitteret).
Helweg-Larsen var først ansat på B.T. og efterfølgende hos De Ferslewske Blade, hvis aviser han samlede i Dagens Nyheder.
Til hans avismæssige nyskabelser i denne periode hørte hans ansættelser af versemagere som brødrene Viggo og Per Barfoed, (under pseudonymerne Ærbødigst, Bror Mika og P. Sørensen-Fugholm), udenrigskorrespondenten Franz von Jessen, litteratur- og teateranmelderen Frederik Schyberg samt Storm P.
I 1936 rekrutterede et ansættelsesudvalg, bestående af tre medlemmer af Kristeligt Dagblads bestyrelse med præsten Svend Bøgh i spidsen, Helweg-Larsen som avisens chefredaktør. Kristeligt Dagblad havde været journalistisk og økonomisk nødlidende gennem en årrække, fordi redaktørerne mere var præster end avismagere.
Helweg-Larsen revolutionerede Kristeligt Dagblad på en række områder og hans chefredaktørperiode 1936-41 blev meget fremgangsrig for avisen, som udviklede sig til et journalistisk kvalitetsprodukt og fandt en læserskare langt udover de kirkelige kredse, som oprindelig havde grundlagt den.
Under den tyske besættelse udfordrede Helweg-Larsen besættelsesmagten med bl.a. hånlige artikler om Bøgenonnelarven, den altædende snylter i de danske skove, hvilket skulle læses som den tyske besættelsesmagts brug af Danmark som spisekammer. Efter en periode blev Kristeligt Dagblad derfor underlagt censur.
Den egentlig årsag til, at Gunnar Helweg-Larsen måtte forlade Kristeligt Dagblad i 1941 var dog en kombination af tyskernes større og større irritation over ham og et stigende modsætningsforhold til dele af avisens traditionelle indremissionske bagland, som ikke brød sig om hverken chefredaktørens journalistiske linje eller hans privatliv. De anvendte derfor i vid udstrækning tyskernes vrede som påskud til at komme af med Helweg-Larsen.
Hans afgang gav voldsom genlyd på avisen, hvis næstformand samt Jørgen Bøgh – som var en af de mange journalister, som Helweg-Larsen havde håndplukket til Kristeligt Dagblad – i protest forlod avisen.
Han er begravet på Vestre Kirkegård.